# 莱顿瓶
萊頓瓶（英語：Leyden jar）是一種儲存靜電的裝置，最先由彼得·穆森布罗克（1692年－1761年）在荷蘭的萊頓试用。莱顿瓶因此得名。作為原始形式的電容器，萊頓瓶曾被用來作為電學實驗的供電來源，也是電學研究的重大基礎。莱顿瓶的发明，标志着对电的本质和特性进行研究的开始。至今，莱顿瓶仍然在演示静电学原理时被使用。

## 說明

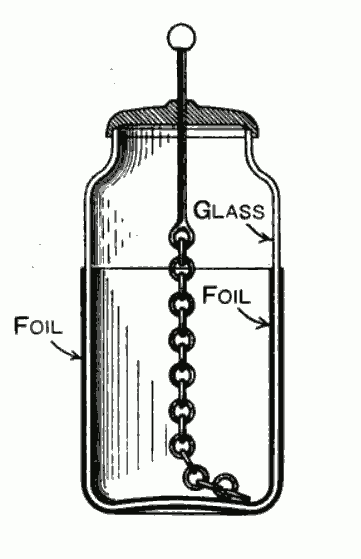
萊頓瓶構造

典型的萊頓瓶是一個玻璃容器，內外包覆著導電金屬箔作为极板。瓶口上端接一個球形電極，下端利用導體（通常是金屬鎖鏈）與內側金屬箔或是水連接。萊頓瓶的充電方式是將電極接上靜電發電機或起電盤等來源，外部金屬箔接地；內部與外部的金屬將會攜帶相等但極性相反的電荷。